# Port lotniczy Ağrı
Port lotniczy Ağrı (IATA: AJI, ICAO: LTCO) – port lotniczy położony w Ağrı, w prowincji Ağrı, w Turcji.

## Linie lotnicze i połączenia
| Linia Lotnicza   | Kierunek   |
| ---------------- | ---------- |
| AnadoluJet       | 1. Ankara  |
| Turkish Airlines | 1. Stambuł |